# 카이토펠티스과
카이토펠티스과(Chaetopeltidaceae)는 녹조강에 속하는 녹조식물(녹조류) 과의 하나이다. 카이토펠티스목에 속하는 2개 과 중 하나이다.

## 하위 속
- Bulbococcus
- 카이토펠티스속 (Chaetopeltis)
- Dicranochaete
- Floydiella
- Hormotilopsis
- Planophila - 최근 갈파래강 초록실말목의 플라노필라과(Planophilaceae)로 분류함.
- Pseudulvella